# Tayc

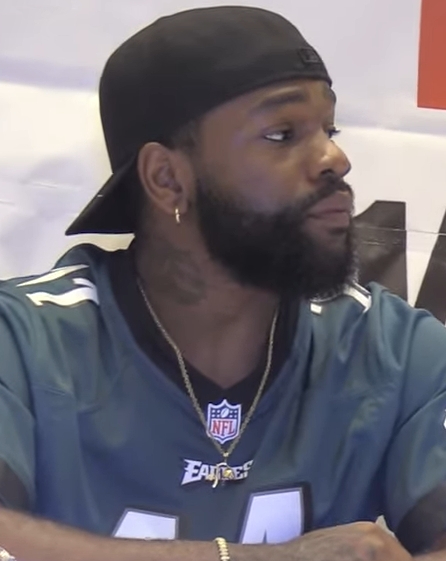
Tayc (2022)

Tayc (* 2. Mai 1996 in Marseille; bürgerlich Julien Franck Bouadjie Kamgang) ist ein französischer Afrobeats-Sänger.

## Leben
Tay wurde 1996 in Marseille geboren. Seine Eltern kommen ursprünglich aus Kamerun. 2012 zog er nach Paris, wo er seine Liebe zum Gesang entdeckte und beim Theater arbeitete.

## Karriere
Im Mai 2017 veröffentlichte er mit Alchemy sein erstes Mixtapes. 2019 arbeitete er an seinem dreiteiligen Album Nyxia., welches er zwischen Februar und Dezember erschien.
2021 erreichte er mit Le temps Platz eins der französischen Singlecharts. Im gleichen Jahr nahm er an der 11. Staffel der Tanzshow Danse avec les stars teil.

## Diskografie

### Alben
| Jahr | Titel Musiklabel                                                        | Höchstplatzierung, Gesamtwochen, AuszeichnungChartplatzierungen (Jahr, Titel, Musiklabel, Platzierungen, Wochen, Auszeichnungen, Anmerkungen) | Höchstplatzierung, Gesamtwochen, AuszeichnungChartplatzierungen (Jahr, Titel, Musiklabel, Platzierungen, Wochen, Auszeichnungen, Anmerkungen) | Höchstplatzierung, Gesamtwochen, AuszeichnungChartplatzierungen (Jahr, Titel, Musiklabel, Platzierungen, Wochen, Auszeichnungen, Anmerkungen) | Anmerkungen                                      | [↑]: gemeinsam behandelt mit vorhergehendem Eintrag; [←]: in beiden Charts platziert |
| Jahr | Titel Musiklabel                                                        | FR | BEW | CH | Anmerkungen                                      |                                                                                      |
| ---- | ----------------------------------------------------------------------- | --- | --- | --- | ------------------------------------------------ | ------------------------------------------------------------------------------------ |
| 2019 | Nyxia. H24 / Bendo Music                                                | FR100 (6 Wo.)FR | BEW100 (2 Wo.)BEW | — | Erstveröffentlichung: 15. Februar 2019           |                                                                                      |
| 2019 | Nyxia, Tome II H24 / Bendo Music                                        | FR78 (24 Wo.)FR | BEW64 (2 Wo.)BEW | — | Erstveröffentlichung: 21. Juni 2019              |                                                                                      |
| 2019 | Nyxia, Tome III H24 / Bendo Music                                       | FR39 Platin · (128 Wo.)FR | BEW70 (65 Wo.)BEW | — | Erstveröffentlichung: 13. Dezember 2019          |                                                                                      |
| 2020 | Fleur froide H24 / Bendo Music                                          | FR3 Diamant · (155 Wo.)FR | BEW6 (… Wo.)BEW | CH13 (17 Wo.)CH | Erstveröffentlichung: 4. Dezember 2020           |                                                                                      |
| 2021 | Fleur froide (Donum Novae) H24 / Bendo Music[FR: ↑][BEW: ↑][CH: ↑]      | FR3 Diamant · (155 Wo.)FR | BEW6 (… Wo.)BEW | CH13 (17 Wo.)CH | Erstveröffentlichung: 26. Februar 2021           |                                                                                      |
| 2021 | Fleur froide - Second état: la cristallisation H24 / Bendo Music[FR: ↑] | FR3 Diamant · (155 Wo.)FR | BEW66 (… Wo.)BEW[CH: ↑] | CH13 (17 Wo.)CH | Erstveröffentlichung: 19. November 2021          |                                                                                      |
| 2023 | Room 96 H24 / Play Two                                                  | FR18 Gold · (31 Wo.)FR | BEW14 (16 Wo.)BEW | CH16 (5 Wo.)CH | Erstveröffentlichung: 14. Februar 2023           |                                                                                      |
| 2024 | Héritage Amaterasu / H24                                                | FR1 Platin · (… Wo.)FR | BEW2 (76 Wo.)BEW | CH6 (8 Wo.)CH | Erstveröffentlichung: 16. Februar 2024 mit Dadju |                                                                                      |
| 2024 | Testimony H24 / Bendo Music                                             | FR51 (16 Wo.)FR | BEW48 (9 Wo.)BEW | CH33 (1 Wo.)CH | Erstveröffentlichung: 13. Dezember 2024          |                                                                                      |

### Mixtapes
- 2017: Alchemy

### EPs
- 2021: Ma Star (mit Marcus)

### Singles
| Jahr | Titel Album                                                       | Höchstplatzierung, Gesamtwochen, AuszeichnungChartplatzierungen (Jahr, Titel, Album, Platzierungen, Wochen, Auszeichnungen, Anmerkungen) | Höchstplatzierung, Gesamtwochen, AuszeichnungChartplatzierungen (Jahr, Titel, Album, Platzierungen, Wochen, Auszeichnungen, Anmerkungen) | Höchstplatzierung, Gesamtwochen, AuszeichnungChartplatzierungen (Jahr, Titel, Album, Platzierungen, Wochen, Auszeichnungen, Anmerkungen) | Anmerkungen                                                     |
| Jahr | Titel Album                                                       | FR | BEW | CH | Anmerkungen                                                     |
| --- | ----------------------------------------------------------------- | --- | --- | --- | --------------------------------------------------------------- |
| 2019 | Moi, je prouve. Nyxia, Tome III                                   | FR30 Diamant · (24 Wo.)FR | — | — | Erstveröffentlichung: 10. Dezember 2019 feat. Barack Adama      |
| 2020 | N’y pense plus Fleur froide                                       | FR10 Diamant · (44 Wo.)FR | — | — | Erstveröffentlichung: 19. Juni 2020                             |
| 2020 | Ride Fleur froide                                                 | FR53 Platin · (11 Wo.)FR | — | — | Erstveröffentlichung: 16. Oktober 2020 feat. Leto               |
| 2020 | No. –                                                             | FR193 Gold · (1 Wo.)FR | — | — | Erstveröffentlichung: 11. November 2020                         |
| 2020 | Comme toi Fleur froide                                            | FR17 Diamant · (18 Wo.)FR | — | — | Erstveröffentlichung: 1. Dezember 2020                          |
| 2021 | Le temps Fleur froide (Donum Novae)                               | FR1 Diamant · (73 Wo.)FR | BEW7 Gold · (24 Wo.)BEW | CH10 (8 Wo.)CH | Erstveröffentlichung: 19. März 2021                             |
| 2021 | Dis moi comment. Fleur froide - Second état: la cristallisation   | FR23 Platin · (21 Wo.)FR | — | CH90 (1 Wo.)CH | Erstveröffentlichung: 9. Juli 2021                              |
| 2022 | Dis-le moi Segpa O.S.T.                                           | FR193 (1 Wo.)FR | — | — | Erstveröffentlichung: 15. April 2022 mit Lynda                  |
| 2022 | Sans effet Fleur froide - Second état : la cristallisation        | FR11 Platin · (13 Wo.)FR | BEW48 (1 Wo.)BEW | CH35 (2 Wo.)CH | Erstveröffentlichung: 6. Mai 2022                               |
| 2022 | Laisse-moi te dire –                                              | FR77 (5 Wo.)FR | — | — | Erstveröffentlichung: 17. Juni 2022 No Limit pres. Tayc & Hamza |
| 2022 | No No No Fleur froide - Second état : la cristallisation          | FR132 (2 Wo.)FR | — | — | Erstveröffentlichung: 26. August 2022 feat. Jason Derulo        |
| 2022 | Encore là –                                                       | FR176 (1 Wo.)FR | — | — | Erstveröffentlichung: 24. November 2022 mit Alonzo              |
| 2023 | Carry Me Room 96                                                  | FR42 Gold · (10 Wo.)FR | — | CH86 (1 Wo.)CH | Erstveröffentlichung: 9. Januar 2023                            |
| 2023 | London Fever –                                                    | FR100 (4 Wo.)FR | — | — | Erstveröffentlichung: 2. Juni 2023                              |
| 2023 | Love Me –                                                         | FR146 (1 Wo.)FR | — | — | Erstveröffentlichung: 7. Juli 2023                              |
| 2023 | Makila: Wablé Héritage                                            | FR29 Gold · (8 Wo.)FR | — | — | Erstveröffentlichung: 15. November 2023 mit Dadju               |
| 2023 | I Love You Héritage                                               | FR2 Diamant · (76 Wo.)FR | BEW11 ×2Doppelplatin · (32 Wo.)BEW | CH31 (14 Wo.)CH | Erstveröffentlichung: 8. Dezember 2023 mit Dadju                |
| 2025 | Ma Lady –                                                         | FR157 (1 Wo.)FR | — | — | Erstveröffentlichung: 16. Mai 2025                              |
| Folgende Lieder erschienen nicht als Single, wurden aber durch das Album zum Download und Streaming bereitgestellt und konnten somit eine Platzierung erlangen: |                                                                   | | | |                                                                 |
| |                                                                   | | | |                                                                 |
| 2019 | Les larmes Nyxia, Tome III                                        | FR152 Gold · (1 Wo.)FR | — | — |                                                                 |
| 2020 | Vous deux Fleur froide                                            | FR67 Diamant · (1 Wo.)FR | — | — |                                                                 |
| 2020 | Le miel Fleur froide                                              | FR88 Gold · (1 Wo.)FR | — | — |                                                                 |
| 2020 | Et si Fleur froide                                                | FR93 (1 Wo.)FR | — | — | feat. Camille Lellouche                                         |
| 2020 | Haine colorée Fleur froide                                        | FR104 (1 Wo.)FR | — | — | feat. Christine and the Queens                                  |
| 2020 | Qui Fleur froide                                                  | FR115 (1 Wo.)FR | — | — |                                                                 |
| 2020 | J’ai mal Fleur froide                                             | FR132 (1 Wo.)FR | — | — |                                                                 |
| 2020 | African Sugar Fleur froide                                        | FR148 (1 Wo.)FR | — | — | feat. Tiwa Savage                                               |
| 2020 | Cette vie Fleur froide                                            | FR149 (1 Wo.)FR | — | — |                                                                 |
| 2020 | Baby papa Fleur froide                                            | FR152 (1 Wo.)FR | — | — |                                                                 |
| 2020 | Better Fleur froide                                               | FR155 (1 Wo.)FR | — | — |                                                                 |
| 2020 | Vrai og Fleur froide                                              | FR164 (1 Wo.)FR | — | — |                                                                 |
| 2020 | Mieux Fleur froide                                                | FR169 (1 Wo.)FR | — | — |                                                                 |
| 2020 | Toxic Boy Fleur froide                                            | FR177 Gold · (1 Wo.)FR | — | — |                                                                 |
| 2020 | Parle moi Fleur froide                                            | FR178 (1 Wo.)FR | — | — |                                                                 |
| 2020 | 5 ans Fleur froide                                                | FR198 (1 Wo.)FR | — | — |                                                                 |
| 2021 | Dodo Fleur froide - Second état: la cristallisation               | FR21 Platin · (30 Wo.)FR | BEW42 (5 Wo.)BEW | CH48 (18 Wo.)CH |                                                                 |
| 2021 | Pas comme ça Fleur froide - Second état: la cristallisation       | FR39 Diamant · (19 Wo.)FR | — | — | feat. Tiakola                                                   |
| 2021 | Donne le moi Fleur froide - Second état: la cristallisation       | FR50 (2 Wo.)FR | — | — |                                                                 |
| 2021 | Bon & mauvais Fleur froide - Second état: la cristallisation      | FR54 (2 Wo.)FR | — | — | feat. Gazo                                                      |
| 2021 | Suis-moi Fleur froide - Second état: la cristallisation           | FR61 (2 Wo.)FR | — | — | feat. Fally Ipupa                                               |
| 2021 | Hadja Fleur froide - Second état: la cristallisation              | FR72 (2 Wo.)FR | — | — |                                                                 |
| 2021 | Black Card Fleur froide - Second état: la cristallisation         | FR76 (1 Wo.)FR | — | — | feat. Franglish & MHD                                           |
| 2021 | OG Wifey Fleur froide - Second état: la cristallisation           | FR91 (1 Wo.)FR | — | — |                                                                 |
| 2021 | Leak Fleur froide - Second état: la cristallisation               | FR93 (1 Wo.)FR | — | — | feat. Leto                                                      |
| 2021 | Nue Fleur froide - Second état: la cristallisation                | FR97 (1 Wo.)FR | — | — |                                                                 |
| 2021 | Ma famille Fleur froide - Second état: la cristallisation         | FR100 (1 Wo.)FR | — | — |                                                                 |
| 2021 | Pardon Fleur froide - Second état: la cristallisation             | FR120 (1 Wo.)FR | — | — |                                                                 |
| 2021 | Combleuse de rêves Fleur froide - Second état: la cristallisation | FR126 (1 Wo.)FR | — | — | feat. Soprano                                                   |
| 2021 | 6.4 Fleur froide - Second état: la cristallisation                | FR133 (1 Wo.)FR | — | — |                                                                 |
| 2022 | Salomé Fleur froide - Second état: la cristallisation • Ma Star   | FR28 Platin · (19 Wo.)FR | — | — | mit Marcus                                                      |
| 2023 | Room 69 Room 96                                                   | FR4 Diamant · (26 Wo.)FR | BEW30 (4 Wo.)BEW | CH74 (2 Wo.)CH |                                                                 |
| 2023 | Encorps Room 96                                                   | FR181 (1 Wo.)FR | — | — |                                                                 |
| 2024 | Le contrat Héritage                                               | FR56 (3 Wo.)FR | — | — | mit Dadju                                                       |
| 2024 | Tout essayer ? Héritage                                           | FR65 (3 Wo.)FR | — | — | mit Dadju                                                       |
| 2024 | Apprends-moi ! Héritage                                           | FR71 (4 Wo.)FR | — | — | mit Dadju                                                       |
| 2024 | Sold Out ! Héritage                                               | FR73 (2 Wo.)FR | — | — | mit Dadju                                                       |
| 2024 | Épouse-moi Héritage                                               | FR80 (1 Wo.)FR | — | — | mit Dadju                                                       |
| 2024 | Une semaine pour oublier… Héritage                                | FR86 (1 Wo.)FR | — | — | mit Dadju                                                       |
| 2024 | Victoria Secret Héritage                                          | FR104 (1 Wo.)FR | — | — | mit Dadju                                                       |
| 2024 | One Piece Héritage                                                | FR121 (1 Wo.)FR | — | — | mit Dadju                                                       |
| 2024 | La vie d’un… / Ma préférée Héritage                               | FR136 Gold · (3 Wo.)FR | — | — | mit Dadju                                                       |
| 2024 | Loose Héritage                                                    | FR148 (1 Wo.)FR | — | — | mit Dadju                                                       |
| 2024 | Option Héritage                                                   | FR200 (1 Wo.)FR | — | — | mit Dadju                                                       |
| 2024 | Je vous ai menti Testimony                                        | FR71 (1 Wo.)FR | — | — |                                                                 |
| 2024 | Pōseïdøn Testimony                                                | FR170 (1 Wo.)FR | — | — |                                                                 |
| 2025 | Forévà Testimony                                                  | FR119 Gold · (8 Wo.)FR | — | — |                                                                 |
| 2025 | J’ai zayé Héritage: Dernière Empreinte                            | FR58 (3 Wo.)FR | — | — | mit Dadju                                                       |
| 2025 | Honey Honey Héritage: Dernière Empreinte                          | FR121 (1 Wo.)FR | — | — | mit Dadju                                                       |

Weitere Lieder
- 2018: Palavra (FR: Gold)
- 2019: C’est lui (FR: Platin)
- 2019: Promis juré (FR: Gold)
- 2019: Aloviou (FR: Gold)

### Gastbeiträge
| Jahr | Titel Album                             | Höchstplatzierung, Gesamtwochen, AuszeichnungChartplatzierungen (Jahr, Titel, Album, Platzierungen, Wochen, Auszeichnungen, Anmerkungen) | Höchstplatzierung, Gesamtwochen, AuszeichnungChartplatzierungen (Jahr, Titel, Album, Platzierungen, Wochen, Auszeichnungen, Anmerkungen) | Höchstplatzierung, Gesamtwochen, AuszeichnungChartplatzierungen (Jahr, Titel, Album, Platzierungen, Wochen, Auszeichnungen, Anmerkungen) | Anmerkungen                                                                |
| Jahr | Titel Album                             | FR | BEW | CH | Anmerkungen                                                                |
| --- | --------------------------------------- | --- | --- | --- | -------------------------------------------------------------------------- |
| 2020 | Pour nous La Boîte de Pandore           | FR47 Gold · (6 Wo.)FR | — | — | Erstveröffentlichung: 24. September 2020 Vegedream feat. Tayc              |
| 2021 | Leggo Art                               | FR67 (4 Wo.)FR | — | — | Erstveröffentlichung: 6. Mai 2021 Serge Ibaka feat. Tayc                   |
| 2021 | Si tu savais Etat d’esprit              | FR74 (2 Wo.)FR | — | — | Erstveröffentlichung: 11. Juni 2021 S.Pri Noir feat. Tayc                  |
| 2021 | Bye Bye Sans visa                       | FR50 Gold · (9 Wo.)FR | — | CH100 (1 Wo.)CH | Erstveröffentlichung: 9. September 2021 Soolking feat. Tayc                |
| 2022 | Va bene –                               | FR52 (4 Wo.)FR | — | — | Erstveröffentlichung: 1. April 2022 4.4.2 feat. Tayc, Soolking, Jul & Naza |
| 2022 | Solo Résilience                         | FR144 (1 Wo.)FR | — | — | Erstveröffentlichung: 21. Oktober 2022 Zaho feat. Tayc                     |
| Folgende Lieder erschienen nicht als Single, wurden aber durch das Album zum Download und Streaming bereitgestellt und konnten somit eine Platzierung erlangen: |                                         | | | |                                                                            |
| |                                         | | | |                                                                            |
| 2019 | Please Poison ou antidote               | FR53 (2 Wo.)FR | — | — | Dadju feat. Tayc                                                           |
| 2020 | Je Wanda Stamina,                       | FR13 Gold · (3 Wo.)FR | — | — | Dinos feat. Tayc                                                           |
| 2021 | Trop parler Ronaldinor                  | FR138 (1 Wo.)FR | — | — | Dinor RDT feat. Tayc                                                       |
| 2021 | My Love HHHH                            | FR67 Diamant · (6 Wo.)FR | — | — | Josman feat. Tayc                                                          |
| 2021 | Sorry Code Pin                          | FR191 (1 Wo.)FR | — | — | Lefa feat. Tayc                                                            |
| 2021 | Nana Code Pin                           | FR118 (1 Wo.)FR | — | — | Guy2Bezbar feat. Tayc                                                      |
| 2022 | Une belle chanson Les autres c’est nous | FR130 (1 Wo.)FR | — | — | Bigflo & Oli feat. Tayc                                                    |
| 2023 | Parti de rien Taulier                   | FR61 (1 Wo.)FR | — | — | Niro feat. Tayc                                                            |
| 2024 | Coco Maison blanche                     | FR65 (5 Wo.)FR | — | — | Guy2Bezbar feat. Tayc                                                      |

Weitere Gastbeiträge
- 2020: Palavra (Dehmo feat. Tayc, FR: Gold)